# Cristian López
Ne doit pas être confondu avec Christian Lopez.
Cristian López Santamaría, né le 27 avril 1989 à Crevillent, est un footballeur espagnol qui évolue au poste d'avant-centre.

## Biographie

### Débuts
Cristian López Santamaria naît à Crevillent et commence le football en 1999. Au bout de trois ans un club le repère, il est formé au Hércules CF, où il reste un an et décide de retourner à Crevillent, En 2007, il intègre le centre de formation de l'Alicante CF. Conscient de son potentiel en 2008, il fait ses premiers pas avec l'équipe première où il jouera huit rencontres et marquera deux buts.
En 2009, il s'engage avec la réserve du Real Madrid au Real Madrid Castilla. La saison suivante il s'engage avec la réserve du Valence CF où il marquera 33 buts en à peine une saison et demie. En 2012, il signe à l'Atlético Baleares où il jouera 35 rencontres et marquera 19 buts.

#### Direction l'Angleterre
En 2013, il s'engage à Huddersfield Town, où il ne dispute que cinq rencontres pendant la saison 2013-2014. Il ne joue quasiment pas et demande du temps de jeu, le club décide de le prêter à Shrewsbury Town, 6 mois plus tard il est reprêté par son club anglais à Northampton Town.

#### Burgos et Cluj CFR
Après un manque de temps de jeu en Angleterre, Cristian revient jouer en Espagne au Burgos CF une saison réussie pour l'attaquant avec 36 rencontres jouées pour 50 buts marqués.
En 2014, il quitte son pays natal pour rejoindre la Roumanie. Il signe au CFR Cluj, où il montre son talent et marque 18 buts en une saison dans le cadre du championnat roumain et finit meilleur buteur de son équipe qui termine 9e du championnat, lors de la Coupe de Roumanie, il dispute un match en tant que titulaire et deux rencontres en tant que remplaçant rentré en jeu, et marque trois fois. Il dispute deux matchs en Cupa ligii pour un seul but. Pendant la saison 2016-2017, en attendant une offre de transfert il joue 6 rencontres et marque 4 buts, il est remplaçant pour la Supercoupe de Roumanie de football où son équipe s'incline contre le champion AFC Astra (1-0). En 2016, il est courtisé en Europe.

### Racing Club de Lens (2016-2018)
Le 31 août 2016, il passe sa visite médicale pour intégrer le Racing Club de Lens et signe pour deux saisons, plus une en option, le jour même. Il est présenté à la presse le lendemain par son entraîneur Alain Casanova. Le 9 septembre, il fait ses débuts avec Lens contre Bourg-en-Bresse Péronnas. Il marque son premier but, le 20 septembre, contre l'US Orléans. Lors de la quinzième journée du championnat contre l'AJ Auxerre, il marque son troisième but servi par Abdellah Zoubir sous le maillot sang et or. Une semaine plus tard, contre Le Havre AC, il marque le but de la victoire qui permet au Racing Club de Lens de rester proche du podium.
Il se blesse au genou au début du mois d'avril et est indisponible pour quatre semaines. Il est de retour dans le groupe, le 1er mai, pour la réception du Stade lavallois. Entrant en cours de match, il inscrit un doublé pour offrir la victoire aux Sang et Or. Au total, López marque 16 buts lors de la saison 2016-2017 et finit meilleur buteur du club devant Kévin Fortuné.
La saison 2017-2018 débute bien pour lui avec deux buts lors des trois premières journées, malgré le départ désastreux du club. Relégué sur le banc par Alain Casanova, il alterne ensuite après l'arrivée d'Éric Sikora. Il termine la première moitié de saison avec 12 buts toutes compétitions confondues, dont 8 en championnat. En fin de contrat au terme de la saison, des rumeurs de départ se multiplient au mercato hivernal mais il décide finalement de rester[réf. nécessaire]. Après une longue période de disette, Lopez inscrit deux buts lors des deux dernières journées et termine sa saison meilleur buteur du club, avec 18 buts toutes compétitions confondues, dont 10 en championnat.
Très apprécié par les supporters, le joueur n'hésite pas à les rejoindre dans leur parcage lors d'un déplacement en Coupe de France. Au terme de son contrat, ces derniers lancent une pétition pour conserver leur attaquant.
À la fin de la saison 2017-2018, il indique sur son compte Instagram qu'il quitte définitivement le club artésien, n'ayant pas été prolongé.

### Angers (2018-2019)
Le 31 août 2018, dernier jour du mercato estival, il signe un contrat de deux ans avec l'Angers SCO. Le 6 octobre 2018, il fait ses débuts sous ses nouvelles couleurs en entrant en fin de match contre Strasbourg (2-2).

### Hatta Club (2019-2020)
Le 21 août 2019, il quitte le SCO un an seulement après son arrivée et rejoint le club émirati du Hatta Club, promu en première division après que le club français l'ait libéré de sa dernière année de contrat.

### Aris Salonique (depuis 2020)
Le 26 août 2020, il s'engage pour deux saisons en faveur du club grec de l'Aris Salonique.

## Statistiques
| Saison                | Club                  | Championnat           | Championnat | Championnat | Coupe nationale | Coupe nationale | Coupe de la Ligue | Coupe de la Ligue | Total | Total |
| Saison                | Club                  | Division              | M.          | B.          | M.              | B.              | M.                | B.                | M.    | B.    |
| 2015-2016             | CFR Cluj              | Liga I                | 38          | 12          | 5               | 2               | -                 | -                 | 43    | 14    |
| 2016-2017             | CFR Cluj              | Liga I                | 6           | 4           | 2               | 0               | -                 | -                 | 8     | 4     |
| Sous-total            | Sous-total            | Sous-total            | 44          | 16          | 7               | 2               | -                 | -                 | 51    | 18    |
| 2016-2017             | RC Lens               | Ligue 2               | 30          | 16          | 2               | 1               | -                 | -                 | 32    | 17    |
| 2017-2018             | RC Lens               | Ligue 2               | 33          | 10          | 6               | 6               | 2                 | 2                 | 41    | 18    |
| Sous-total            | Sous-total            | Sous-total            | 63          | 26          | 8               | 7               | 2                 | 2                 | 73    | 35    |
| 2018-2019             | SCO Angers            | Ligue 1               | 3           | 1           | -               | -               | -                 | -                 | 3     | 1     |
| Total sur la carrière | Total sur la carrière | Total sur la carrière | 108         | 42          | 15              | 9               | 2                 | 2                 | 125   | 53    |

## Palmarès

### En club
- Valencia Mestalla
  - Champion d'Espagne de 4e division en 2011
- CFR Cluj
  - Vainqueur de la Coupe de Roumanie en 2016

### Distinction personnelle
- RC Lens
  - Élu joueur du mois de Ligue 2 en décembre 2017